# バーンヘート駅
バーンヘート駅（バーンヘートえき、タイ語: สถานีรถไฟบ้านแฮด ）は、タイ王国東北部コーンケン県バーンヘート郡にある、タイ国有鉄道東北線・北線の駅である。

## 概要
バーンヘート駅は、タイ王国東北部コーンケン県の人口3万3千人が暮らすバーンヘート郡に位置する。駅の正面側は北北西向きである。
クルンテープ駅（バンコク）より423.60 km 地点に位置するが、首都バンコクからの直通列車の設定は無いため乗り換えが必要になる。三等駅であり、1日に6本（3往復）の列車が発着しその全てが普通列車である。　

## 歴史
タイ最初の官営鉄道であるクルンテープ駅 - アユタヤ駅間が1897年3月26日に開業した。その後当初計画のナコンラチャシーマ駅まで完成すると、北本線、南本線の工事が始まりしばらく東北線の動きはなかった。北本線、南本線の完成後、東北線をウボンラーチャターニーまで延長する事になり1930年4月1日に完成した。その後ようやくウドーンターニー方面への工事が開始され、複数回の延伸開業の後1933年4月1日に当駅を含むコーンケン駅までの完成をみた。
- 1922年5月1日 【開業】ナコンラチャシーマ駅 - タノンチラ駅 (2.63 km)
- 1929年5月1日 【開業】タノンチラ駅 - ノーンスーン駅 (28.80 km)
- 1932年5月1日 【開業】ノーンスーン駅 - ブワヤイ駅 (50.42 km)
- 1933年4月1日 【開業】ブワヤイ駅 - コーンケン駅 (104.25 km)

## 駅構造
2016年より開始されたタノンチラ - コーンケン間の複線化工事に合わせ2019年ごろ本駅は建て替えられ、従来の低床単式ホーム1面1線であったプラットホームも高床島式2面4線へと近代化された。駅舎と各プラットホームは跨線橋により結ばれている。